# ニュークリア・シェアリング

核兵器拡散状況
核保有国
ニュークリア・シェアリング
NPTのみ
非核兵器地帯

ニュークリア・シェアリング（英語：Nuclear Sharing）または核共有とは、NATOの核抑止政策における概念で、NATOによる核兵器使用のために、自国の核兵器を持たない加盟国が計画的に関与することである。特に、核兵器が使用される場合、その国の軍隊が核兵器の運搬に関与することを定めている。
ニュークリア・シェアリングの一環として、参加国は核兵器政策に関する協議と共通の決定を行い、核兵器使用に必要な技術設備（特に核搭載航空機）を維持し、核兵器を自国の領土に保管する。戦争になった場合、アメリカはNATOの同盟国に対し、NPTの規制から逸脱してしまうことを伝えている。

## NATO
NATOの核保有3ヶ国（アメリカ、フランス、イギリス）のうち、ニュークリア・シェアリングのために兵器を提供したことが知られているのはアメリカのみである。2009年11月現在、ドイツ、イタリア、オランダ、ベルギー、トルコがNATOのニュークリア・シェアリング政策の一環としてアメリカの核兵器を受け入れている 。カナダは1984年まで、ギリシャは2001年まで、NATOではなく北米航空宇宙防衛司令部（NORAD）の管理下にあった兵器を受け入れていた  。イギリスも核兵器国でありながら、1992年までアメリカの核砲弾兵器やランスミサイルなどの戦術核兵器を受け取り、主にドイツに配備していた。
平時には、非核保有国に保管されている核兵器はアメリカ空軍の要員が警備しており、以前は一部の核砲弾・ミサイルシステムがアメリカ陸軍の要員によって警備されていた。武装に必要なパーミッシブアクションリンクコードは今もアメリカの管理下にある。戦争になれば、参加国の軍用機に搭載されることになっている。この兵器は、NATOの主要作戦基地に併設されたアメリカ空軍軍需支援飛行隊の管理下にあり、ホスト国軍と連携している。

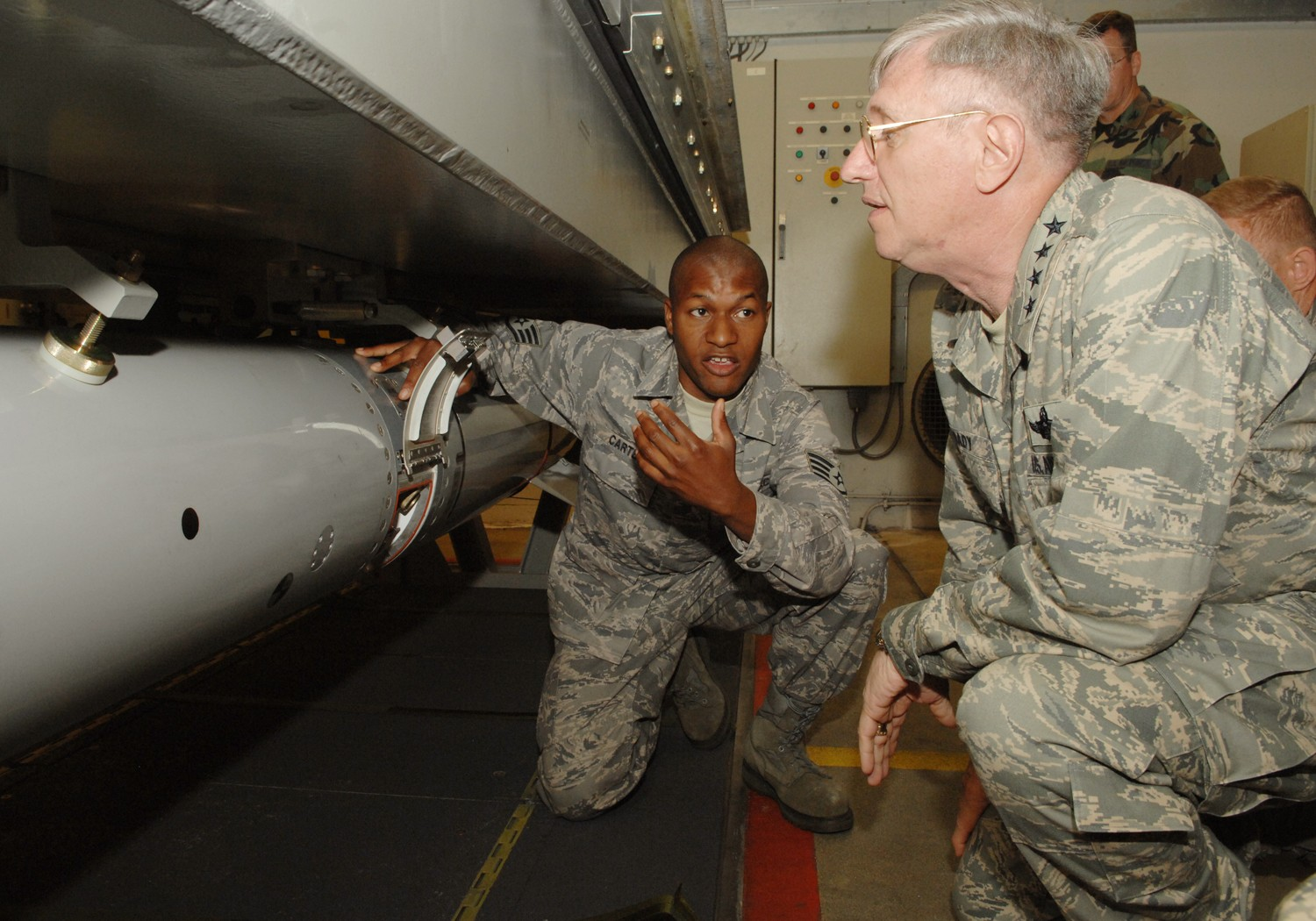
オランダ空軍のF-16が運搬する兵器を保管するための、ボルケル基地の米軍核兵器保管システム

2021年時点で、ニュークリア・シェアリング協定に基づき、100個の戦術核B61が欧州に配備されているとみられている。兵器は、アメリカ空軍のWS3兵器保管・セキュリティシステムを使用し、地下サイロにある航空機シェルター内の保管庫内に保管されている。使用される運搬用戦闘機はF-16とパナビアトルネードである。

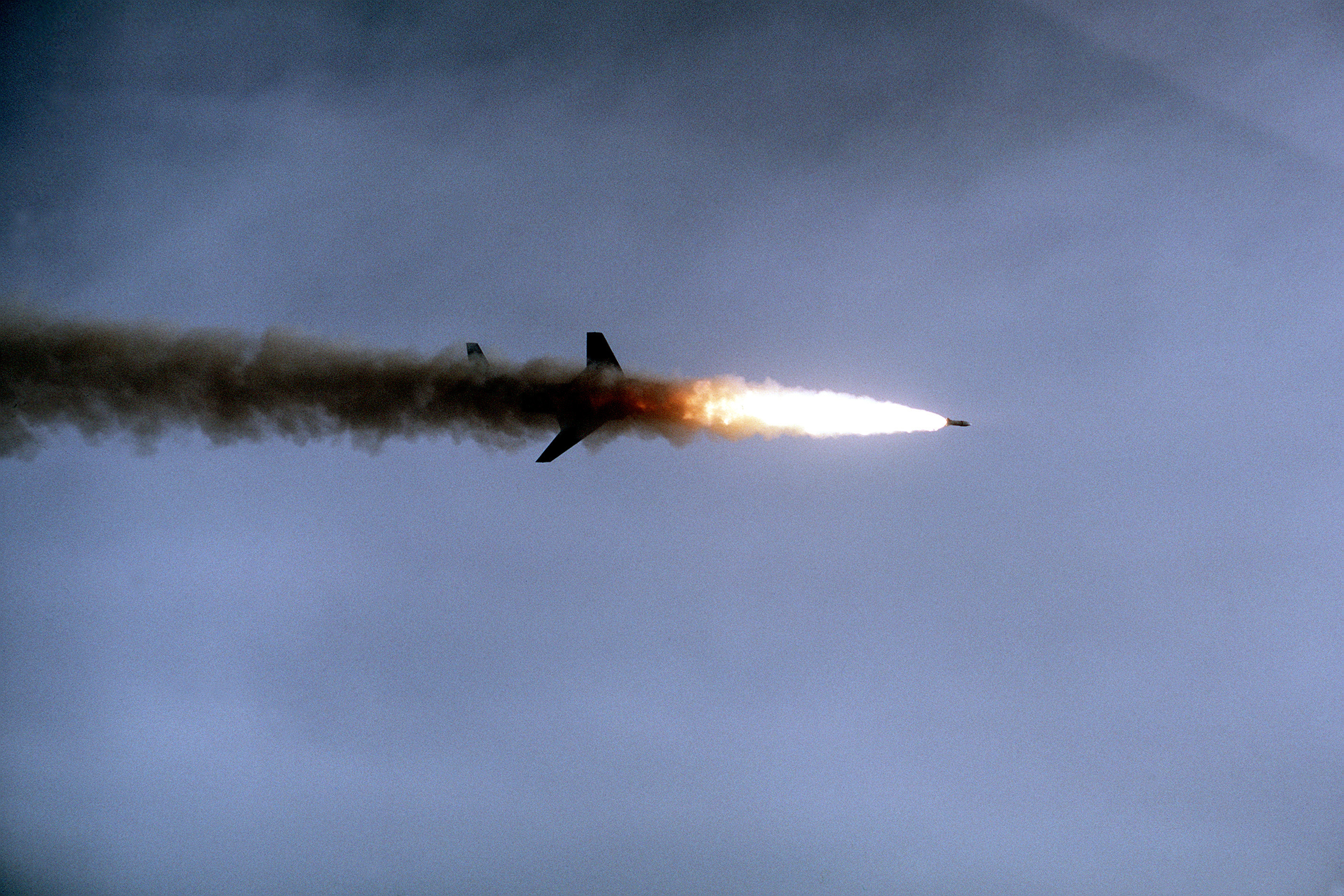
1982年、核武装空対空ミサイル「AIR-2 ジニー」の不活性版を発射するNORAD所属のカナダCF-101B

歴史的に見ると、核兵器運搬システムの共有は爆弾に限られたものではない。ギリシャはナイキ・ヘラクレス・ミサイルとA-7コルセアII攻撃機を使用した。カナダは、ボマーク核武装対空ミサイル、オネスト・ジョン地対地ミサイル、AIR-2 ジニー核武装空対空ロケット、CF-104戦闘機用戦術核爆弾を持っていた。PGM-19 ジュピター中距離弾道ミサイルは、イタリア空軍の部隊とトルコの部隊に弾頭を可能にするアメリカのデュアルキーシステムで共有された。PGM-17 ソー中距離弾道ミサイルは、イギリス空軍の乗組員とともにイギリスに前方展開された 。核共有の延長線上にあるNATO多国籍軍は、加盟国のNATO水上艦にUGM-27 ポラリスミサイルを装備する計画だったが、結局イギリスがポラリスミサイルを購入して自国の弾頭を使用し、NATO水上艦装備計画は放棄された。ソ連崩壊後、NATO内で共有される核兵器の種類は、DCA（Dual-Capable Aircraf）が配備する戦術核爆弾に縮小された。報道によると、NATOの東欧加盟国は、共有核爆弾の欧州からの撤退が、ロシアから欧州を守るアメリカのコミットメントの弱まりを示すと懸念し、抵抗している。
イタリアでは、ゲディ空軍基地とアヴィアーノ空軍基地にB61核爆弾が保管されている。元大統領のフランチェスコ・コッシガによると、冷戦時代のイタリアの報復計画は、ソ連がNATOに核戦争を仕掛けた場合に備え、チェコスロバキアやハンガリーを核兵器の標的にすることだった 。彼はアメリカ軍の核兵器がイタリアにあることを認め、仏英の核兵器がある可能性も推測した。
ドイツの核基地は、ルクセンブルクとの国境に近いビューヒェル空軍基地のみである。同基地には核兵器貯蔵用のWS3保管庫を備えたPAS（防護航空機格納庫）が11基あり、それぞれ最大44個のB61核爆弾を収容できる。JaBoG33飛行隊のドイツ軍PA-200トルネードIDS爆撃機による運搬のために、基地には20個のB61核爆弾が保管されている。2024年までにドイツのトルネードIDSは退役する予定であり、ドイツがニュークリア・シェアリングの役割を果たすとすれば、どのようなものかは不明である 。2013年6月10日、元オランダ首相のルード・ルバースは、フォルケル航空基地に22個の共有核爆弾が存在することを確認した。これは2019年6月、NATO議会への公開報告書案がフォルケルのほか、ドイツ、イタリア、ベルギー、トルコのアメリカの核兵器の存在に不用意に言及していることが発覚し、再び確認された。2019年7月11日には、兵器の設置場所に言及しない新バージョンの報告書が発表された。
2017年、アメリカとトルコの関係がますます不安定になっていることから、トルコのインジルリク空軍基地にアメリカの管理下で保管されている50個の戦術核兵器の撤去を検討することが提案された      。トルコにおけるアメリカの核兵器の存在は、2019年10月、トルコ軍をきっかけとした両国関係の悪化に伴い、世間の注目を高めた    。

## 歴史
2005年までに480基の核兵器がヨーロッパに展開していたと思われる。また180発のB61戦術核爆弾が、ニュークリア・シェアリングのために提供されたといわれる。
これらの核兵器は、アメリカ空軍が採用している航空機用掩蔽シェルター（WS3システム USAF WS3 Weapon Storage and Security System）の中に備蓄されていた。また投下に用いられる軍用機として当初はF-104Gのような高速戦闘機が、後にはマルチロール化したF-16とパナビア・トーネードが採用されていた。
シェアされた核兵器は爆弾に限定された訳では無い。例えばギリシャはナイキ・ハーキュリーズ地対空ミサイルとA-7攻撃機を保有し、カナダは対空核ミサイル・MGR-1地対地核ロケット弾・AIR-2空対空核ロケット・CF-104戦闘機・CF-104用戦術核兵器を保有していた。また西ドイツもMGM-31パーシングII短距離弾道ミサイルを装備していた。またソ連崩壊以後NATOで共有されていた核兵器は削減されており、現在では旧式化した戦術核爆弾だけが残っている。
ドイツ国内唯一の核基地がルクセンブルク近郊にあるブューヒェル（Büchel）に存在する。基地内にはWS3で装備された11個の航空機用掩蔽シェルターがあり、核兵器備蓄用に使われている（最大備蓄数は44発）20発のB61核爆弾が備蓄され、ドイツ空軍のトーネードIDSを装備する第33戦闘爆撃戦航空団（第33戦術空軍戦隊）が投下任務に当たっている。

## NPTをめぐる考察
非加盟国とNATO内の批判として、NATOのニュークリアシェアリングは「核保有国」と「非核保有国」相互での核兵器の直接・間接的な移転及び受け入れの双方を禁じている核拡散防止条約（NPT）第1条と第2条に違反しているとする見解がある（ちなみにNATO加盟国のうちドイツとイタリアが非核保有国である）。これに対してアメリカ政府は、以下のような解釈を取っている。
- 核爆弾及び核コントロールの移転は許されない
- ただし許されないのは戦争勃発の時点までであり、戦時にはNPT条約の規制は及ばない
- したがって、NPTに違反はしない

しかしながら、核兵器を「保有していない」NATO各国のパイロット及び人員はアメリカの核爆弾を投下するために配備されており、技術的な核兵器に関する情報の移転が含まれている。仮にアメリカ側の主張が法的に正しいものとしても、平時におけるそのような作戦は、NPTの精神と目的に反するように思われるとする議論がある。実質的に核戦争の為の準備が非核保有国によって行われていると主張している。
NPT条約の交渉中にNATOのニュークリア・シェアリング合意は秘密事項であった。これらの議論はいくつかの国々には開示され、ソ連も含まれていた。開示された国との間ではNATOの合意が違反ではない扱いを受けることが交渉されていたが、1968年に締結されたNPTに署名したほとんどの国々が、その時点では合意の存在とその解釈を知る事は無かった。

## 日本の核共有論とアメリカによる核配備構想
日本では旧陸軍で参謀本部作戦課長を務め、戦後は自衛隊の創設にも関与した服部卓四郎元大佐が「小型核兵器」の保有を提唱していた。服部は「防衛という見地からいいますと、小さくても大きくても原爆を持たないような国は防衛にならない」「原爆を持たなければ、国家はある程度の地位を保てない」と指摘し、武力戦を抜きにしても原爆を持つべきだと主張していた。服部はその小型核兵器について、「射程200マイル以内という制限がついている」「日本が仮に小型核兵器を持ったとした場合でも、使う、使わないは全部アメリカが握っている。アメリカとしてもこれを独断でやられて、戦争を拡大するのはこわいから、大親分としては自分の子分が使うことは極力抑える。その点日本が持つ場合でも、まずそういう状態で持つ以外方法がない」としており、小型核兵器は日本の自主開発ではなくアメリカから提供を受けることを想定していた。服部は朝雲新聞社の雑誌『国防』でも「戦術的核装備採用の提唱」との論文を寄稿しており、「戦力と総国力のバランスが必要な現代の戦争形態となれば、米ソの二大超大国が有利である。その間で日本が防衛力を保つには、小粒ながら十分な能力を発揮できる兵器として戦術的核装備が必要」だとしていた。
旧陸軍で参謀本部第1部長やビルマ方面軍参謀長を務めた田中新一元中将は、自衛隊の増強と精強化を目的とする砂田構想やアメリカ軍のオネスト・ジョン日本配備構想に関連して、「（ソ連の満洲侵攻は）日本に抗戦力尽きたとみての仕業であった。だから侵略予防の方法は、自らが弱く風にもたえぬ風情であることではなく、自ら強く武装し、へたに侵略などすると取返しのつかない全面戦争に巻き込まれるという懸念を常に相手に持たせておくことでなければならぬ。この意味で（自衛隊への）原子兵器の装備も一つの予防的意義があるといえる」とし、「オネスト・ジョンで朝鮮・台湾の正面へも睨みを利かせ得るならば、それはやがて極東の勢力均衡、安定維持の一助としての役割を果たすことにもなるだろう」としていた
1958年2月17日付のアメリカ統合参謀本部文書によると、1957年9月24日から28日にかけてキャンプ・ドレイク（現・朝霞駐屯地）で実施された日米共同図上演習「フジ」において自衛隊とアメリカ軍は核兵器の使用を想定しており、演習では自衛隊幹部からアメリカ軍に対して、1.自衛隊に核兵器を貸与する考えはないか、2.日本が核武装を決めた場合、アメリカは支援するか、などの質問がなされた。これに対してアメリカ統合参謀本部は「核兵器に関する支援の提供は日本の要望と能力次第」とした上で、「アメリカは日本が自衛隊に適切な核兵器を導入することを望む。自衛隊は最も近代的な通常兵器と核兵器を備えなくてはならない」との見解を決定し、部内限りとしてアメリカ太平洋軍司令官に伝達したとされる。また、1958年9月17日付のアメリカ統合参謀本部文書では「アメリカはNATO方式で同盟国を核で支援する意向だ。運用能力を構築する日本の意思にかかっている」としていた。
1958年4月18日、ダグラス・マッカーサー2世駐日大使は国務省宛に「いつか日本も（イギリスと同じような条件で）われわれが日本国内で核装置を保有することを認め、日本自身が核兵器（搭載）能力のある防衛的ミサイルを保有する日が来る可能性が確実にあると信じる」との秘密公電を送っていた。当時、アメリカ政府内部では日本がイギリス並みの同盟国になることが期待されていた。
旧陸軍で陸軍大臣秘書官を務め、戦後は服部グループから陸上自衛隊に入隊した井本熊男陸将（陸上幕僚監部第五部長）は、1958年11月にアメリカ軍の施設や訓練法を視察するために訪米した際に、シアトルで「日本は自衛のために原子力兵器が必要である」と発言していた。井本は自衛隊改革の一環として陸自にアメリカ陸軍をモデルにしたペントミック師団（核装備師団）を創設する可能性に言及した上で、「水爆は別として原子兵器を効果的に非合法とすることはできないだろう。自衛隊による原子兵器の使用は政治問題化しているが、日本は恐らく原子兵器を使用する侵略者に対し防衛するため原子兵器を保有しなければならない」とした。
1961年2月にアメリカ空軍の参謀副長であるジョン・ゲルハート空軍中将は中国の核開発への具体的措置をトーマス・ホワイト空軍参謀総長に提言しており、具体的には、中国が核実験に成功するも、運搬手段が未成熟の「第一段階」では、1.「中国の核攻撃の脅威に備えて、選ばれたアジア諸国、たとえば日本やインド、台湾の空軍力整備を促す」、2.「限られた同盟国に防衛目的のための核兵器を供与、独自に核を持とうとする国に技術支援を行う『核共有プログラム』の推進」。中国が相当な核能力を保有するが、アメリカ本土への直接の脅威には至らない「第二段階」では、1.「日本、インド、台湾、そしておそらく韓国、パキスタン、フィリピンにアメリカの攻撃型核ミサイルを供与し核武装を促す」、2.「中国の本格攻勢に対し、核で反撃できるような協調的メカニズムの構築を図る」。中国が核で直接アメリカを攻撃できる「第三段階」では、「欧米の戦略兵力とともに日本、台湾、インド、フィリピンや他のアジア諸国のミサイル基地が共産圏と対峙できる戦略的包囲網を形成する」との内容だった。
1962年にアメリカ空軍の戦略航空軍団（SAC）と太平洋空軍が核戦争時の通信手段をテストするために実施した合同演習に自衛隊が参加していた。また、核開発を行っていた中華人民共和国が1960年に東風1号の発射実験を成功させたことに対してアメリカは危機感を強め、1962年12月にアメリカ国務省極東局は『共産中国の核爆発』と題するメモを作成している。同メモでは日本の核アレルギーに触れつつ、自衛隊がNATO諸国並みにアメリカ軍と核兵器を共同管理することが究極の目的だとして、「NATOタイプのセーフガード（ツー・キー・システム）のもとでの核兵器装備による日本の軍事力強化」を目指していた。同メモでは「著しく拡大する共産中国の軍事力増強は疑いなく、極東での軍事的な均衡勢力を必要とする。日本ができるかぎりその均衡勢力となることが、アメリカの利益にかなう」と記しており、日本を核武装化した中国に対する反共の砦とすることを狙っていた。
沖縄返還が近付いていた1968年、アメリカ国務省は日本に対し、沖縄からの米軍核兵器撤去と引き換えに、日米合同の核戦力海上部隊を設立するよう要求した。この背景には沖縄返還後も、沖縄基地の自由使用や、沖縄の核戦力配置の継続を求めたアメリカ軍の意向があったと言われる。
旧海軍・海上自衛隊OBで構成された海空技術調査会（保科善四郎会長）は、1972年に出版した『海洋国日本の防衛』において、日本は全面核戦争においてはアメリカ軍の戦略核兵力の抑止力に全面依存するとしつつ、海上自衛隊はアメリカ軍の核戦略兵力に協力するためにSSBN（戦略ミサイル原子力潜水艦）を4隻程度保有する必要があるとした。
2022年、ロシアがウクライナに侵攻したことにより、核共有に関しての議論を進めるように一部の与野党から提言されたことがあるが、内閣総理大臣の岸田文雄は同年3月2日に行われた参議院予算委員会において、「非核三原則を堅持している立場や、原子力の平和利用を規定している原子力基本法を基本とする法体系から認めるのは難しい」と答弁した。